# Lumnitzera
Lumnitzera je rod rostlin z čeledi uzlencovité (Combretaceae). Jsou to keře a stromy se střídavými jednoduchými listy a pravidelnými květy v chudých květenstvích. Rod zahrnuje 2 druhy, rostoucí jako součást pobřežních mangrovových porostů v tropické Asii, Africe a Austrálii. Poskytují tvrdé, těžké a velmi trvanlivé dřevo.

## Popis
Zástupci rodu Lumnitzera jsou stálezelené, bohatě větvené keře nebo nevysoké stromy, dorůstající výšek do 10 (L. littoralis výjimečně až 25) metrů. Kmen může dosáhnout průměru až 50 cm. Nadzemní, chůdovité kořeny se vytvářejí zřídka. Listy jsou střídavé, spirálně uspořádané, téměř nebo zcela přisedlé, dužnatě kožovité, celistvé, 2 až 9 cm dlouhé, v dospělosti lysé a lesklé. Čepel je lžicovitá až úzce obkopinatá, okraj je někdy vlivem přítomnosti žlázek lehce vroubkovaný. Žilnatina je zpeřená, slabě patrná. Květy jsou bílé, růžové nebo červené (výjimečně žluté u L. racemosa var. lutea), pravidelné, pětičetné, oboupohlavné, přisedlé nebo jen krátce stopkaté, v chudokvětých úžlabních nebo koncových klasech či hroznech. Kalich je vytrvalý, zakončený 5 laloky. Kališní trubka je spojená s češulí a jsou k ní jsou přirostlé 2 drobné vytrvalé listence. Koruna je pětičetná, opadavá. Tyčinek je 5 až 10 a jsou přirostlé ke kališní trubce. Semeník vyčnívá z kališní trubky, obsahuje 2 až 5 vajíček a nese nitkovitou, vytrvalou čnělku zakončenou jednoduchou bliznou. Plodem je zploštělý, tupě hranatý, víceméně dřevnatý, 1 až 1,5 cm dlouhý nepravý plod (pseudokarp) elipsoidního tvaru. Plody jsou podélně rýhované až téměř hladké a na vrcholu plodu nesou vytrvalý kalich a čnělku. Obsahují jediné semeno.

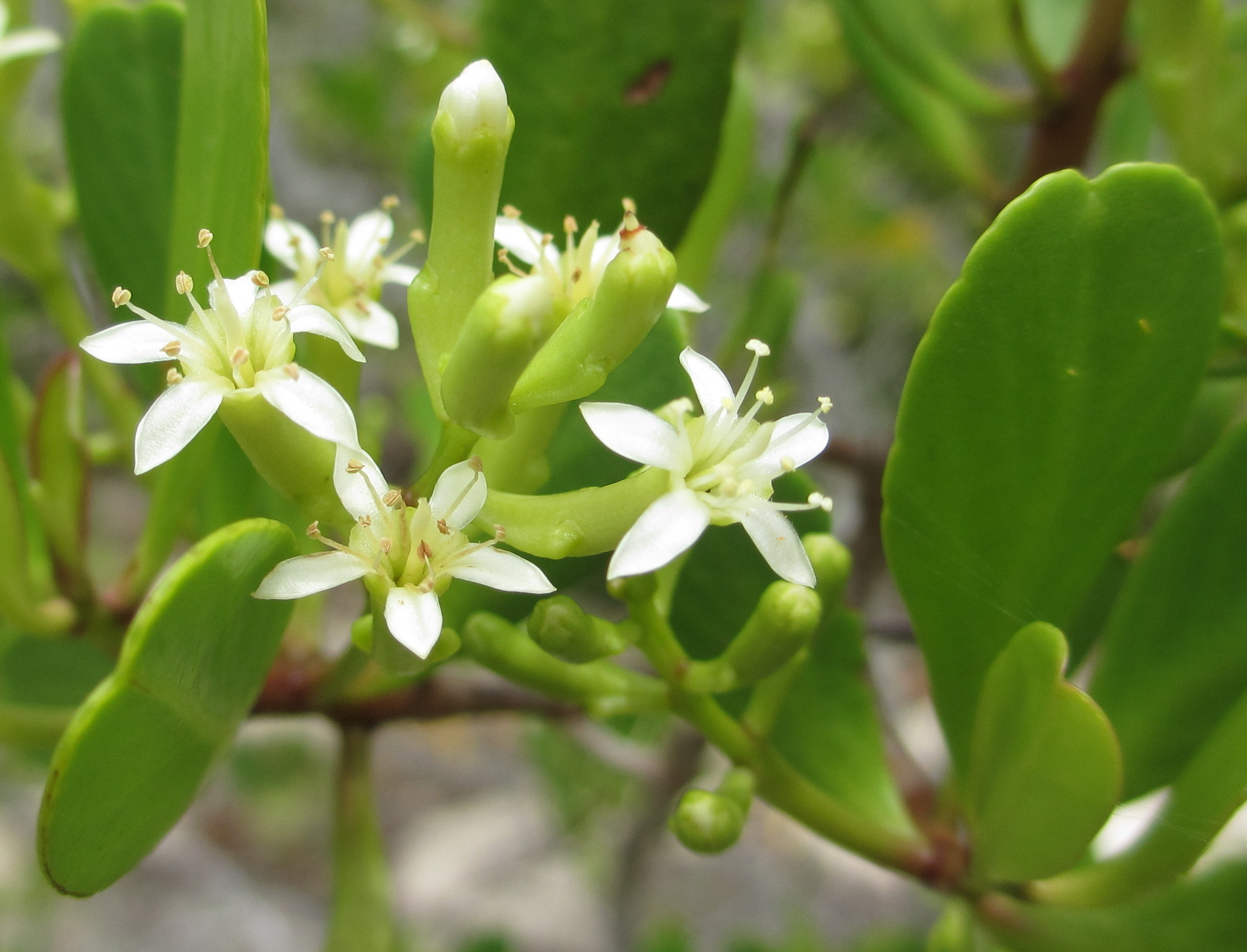
Květy L. racemosa
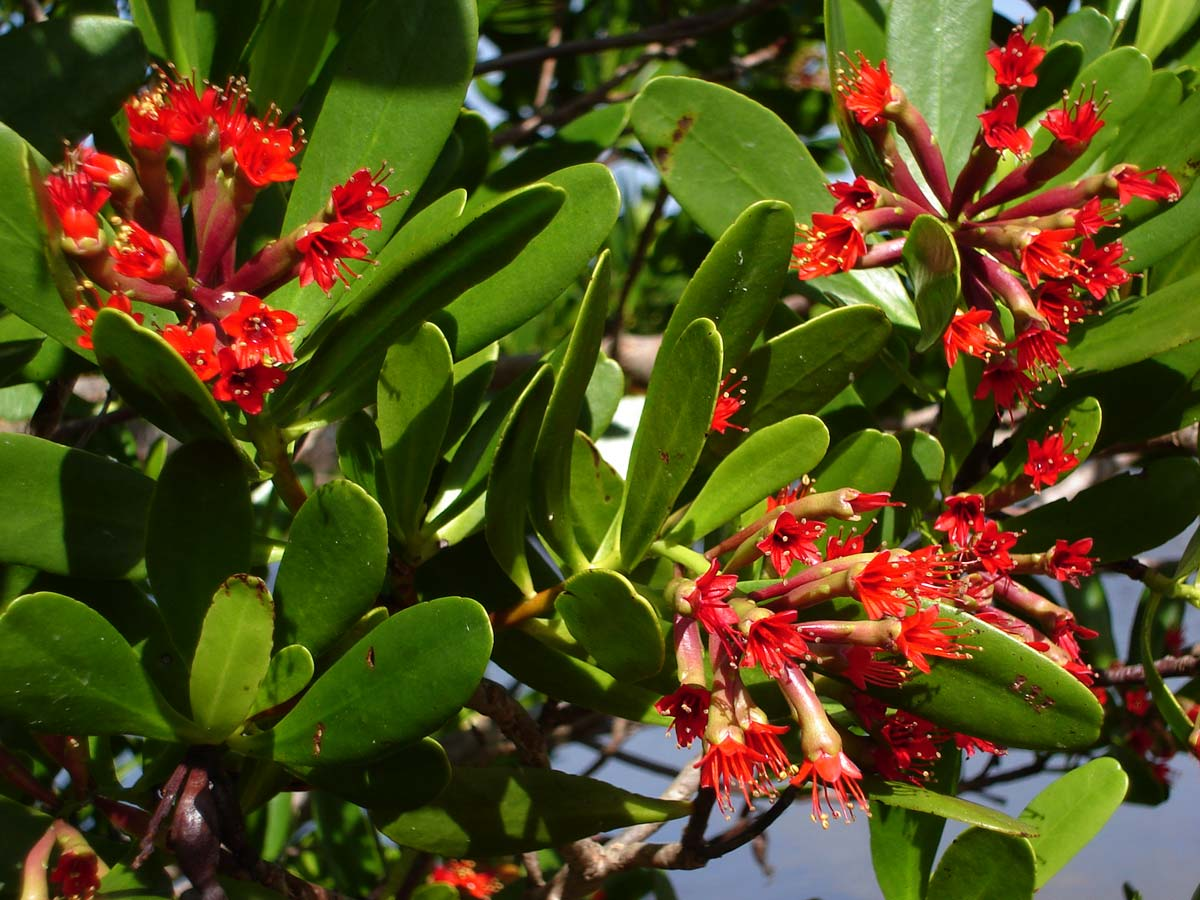
Kvetoucí L. littorea

## Rozšíření
Rod Lumnitzera zahrnuje pouze 2 druhy, vyskytující se na tropických pobřežích Starého světa. Druh L. littorea je rozšířen od tropické Asie po Austrálii a Polynésii, L. racemosa navíc i v tropické východní Africe a na Madagaskaru. Tento druh chybí na pobřežích malajských a indonéských ostrovů přikloněných k Indickému oceánu, kde jej zastupuje L. littorea, který naopak chybí na březích Jávského moře. V Austrálii se vyskytují oba druhy v severní, L. racemosa i ve východní části kontinentu. Druh L. racemosa byl vysazen na Floridě ve zdejších mangrovových porostech se spontánně šíří.
Oba druhy rostou na mořských pobřežích jako součást mangrovových porostů. Osidlují spíše od moře vzdálenější stranu mangrovů a často rostou až nad hranicí nejvyššího přílivu. Někdy rostou i na březích sladkovodních přítoků s malým podílem brakické vody.

## Ekologické interakce
Zástupci rodu Lumnitzera jsou podobně jako jiné mangrovové druhy přizpůsobeny růstu v zasoleném prostředí. Oba druhy mají podobné ekologické nároky a v rámci Asie a Austrálie i víceméně shodný celkový areál rozšíření, nevyskytují se však na společných stanovištích.
Květy jsou silně vonné a obsahují hojný nektar. Jsou opylovány rozličným hmyzem, zejména včelami, vosami a motýly. Červené květy L. littorea jsou navštěvovány také ptáky. Květy L. racemosa jsou schopny samoopylení, zatímco druhý druh je cizosprašný. Plody mají lehce korkovité oplodí, plavou na hladině a jsou rozšiřovány vodou. Rostliny nejsou živorodé.
Dřeviny rodu Lumnitzera patří v Austrálii mezi živné rostliny housenek modrásků Hypolycaena phorbas a rodu Hypochrysops, v Malajsii bourovcovité můry Trabala vishnou a drobných můr rodů Odites a Scopula.
Na vrcholu listové čepele je drobná žlázka, obsahující bakterie fixující vzdušný dusík.

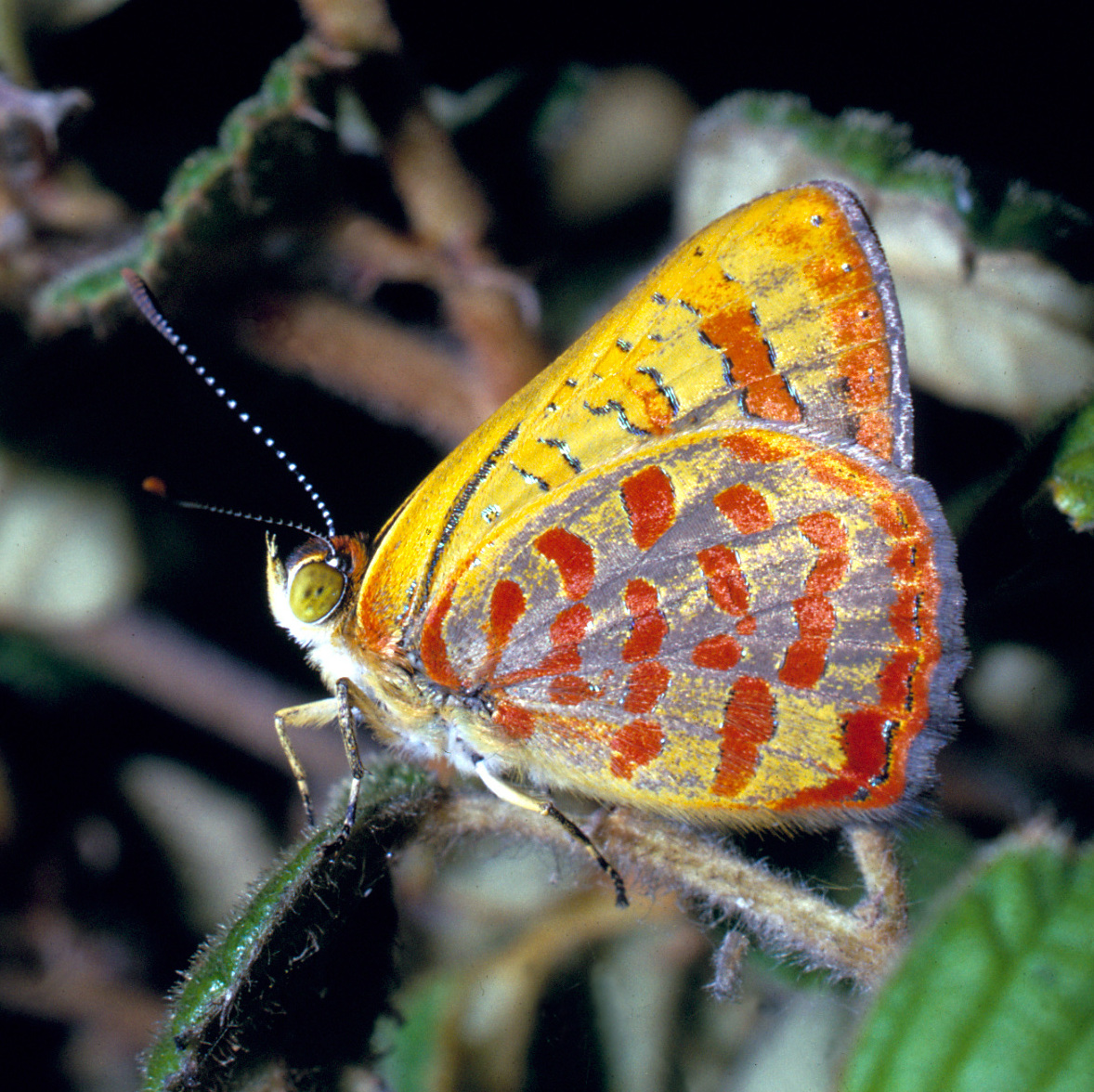
Modrásek Hypochrysops byzos
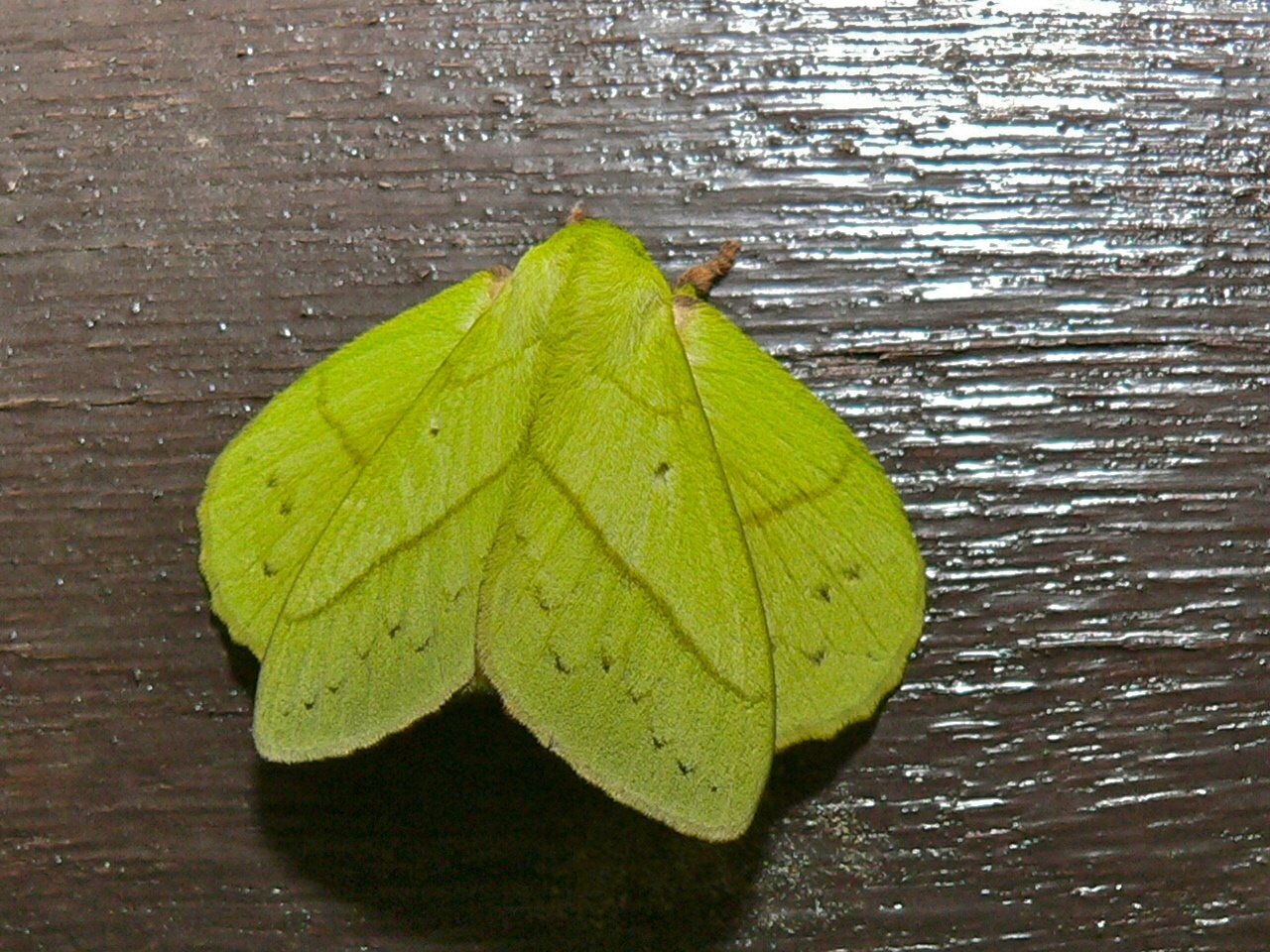
Můra Trabala vishnou
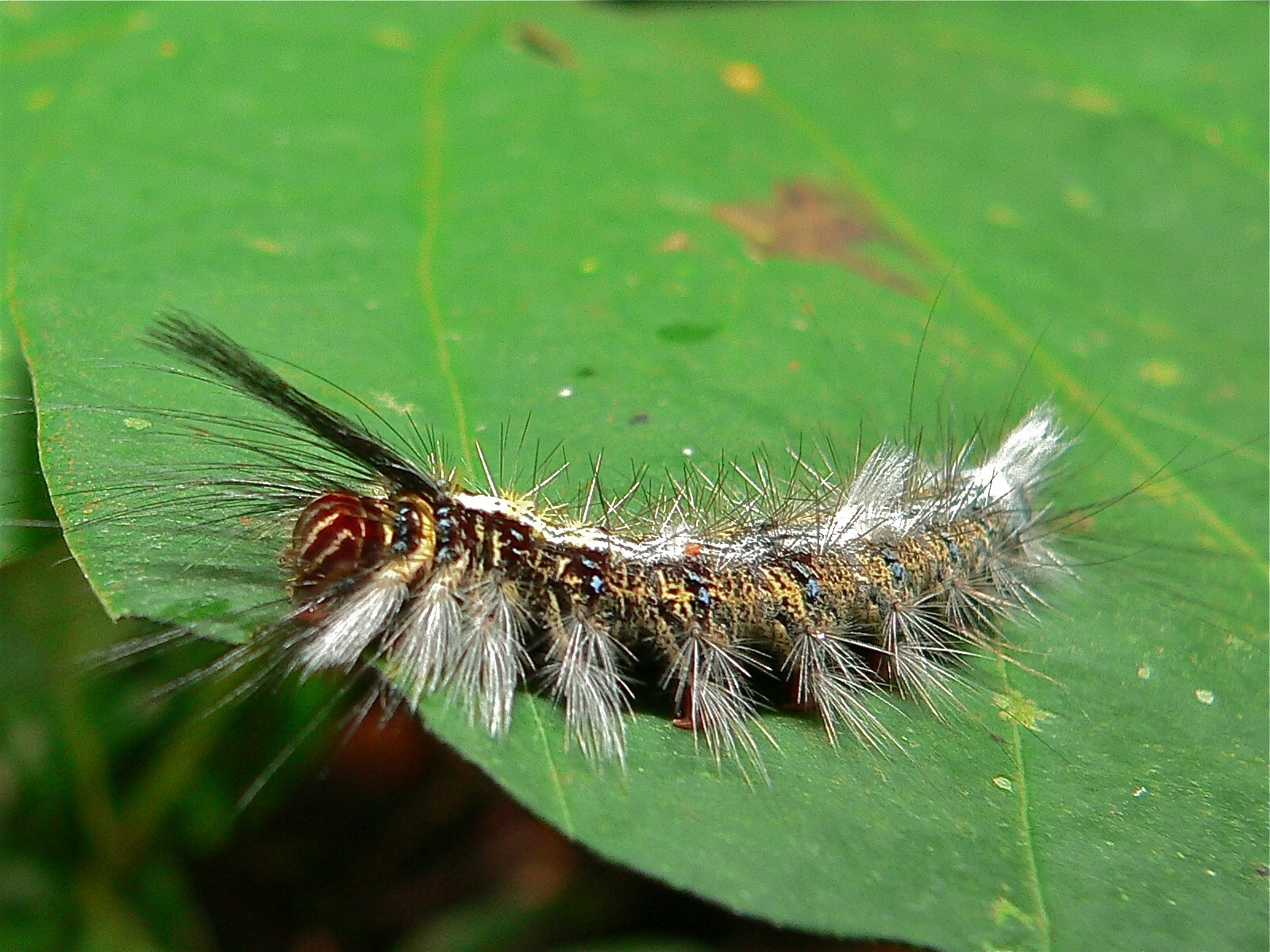
Housenka můry Trabala vishnou

## Taxonomie
V přírodě se vyskytuje kříženec obou druhů, známý jako Lumnitzera x rosea.

## Význam
Dřevo je tvrdé, těžké a velmi odolné, s jemnou strukturou. V mořské vodě vydrží bez známek rozkladu mnoho desítek let. V Malajsii je obchodováno pod názvem teruntum nebo geriting. Při opracovávání voní po růžích. Používá se na různé konstrukce, mosty, podlahy, násady i ke stavbě lodí, zřídka je však dostupné ve větších kusech.